# Klasse 214
Die U-Boote der Klasse 214 sind konventionelle Jagd-U-Boote, entwickelt von der Howaldtswerke-Deutsche Werft (HDW) bzw. seit 2013 von der ThyssenKrupp Marine Systems (TKMS).
Die mit einem außenluftunabhängigen Antriebssystem (AIP) ausgestatteten Boote werden seit 2001 von HDW/TKMS sowie von Werften in Südkorea, Griechenland und der Türkei für die Streitkräfte dieser Länder gebaut. Gemeinsam mit den Booten der U-Boot-Klasse 212 A gelten sie aufgrund ihrer Antriebsanlage als die leisesten U-Boote der Welt.
Die Klasse 214 geht, wie auch die israelische Dolphin-Klasse, auf die U-Boot-Klassen 209 und 212 A zurück. Wie die Klasse 209, die seit 1960 gebaut wird, ist die Klasse 214 ausschließlich für den Export bestimmt. Zum Stand 2021 hat Griechenland vier, Südkorea neun, Portugal zwei und die Türkei sechs Einheiten bestellt. Nach dem Stopp von Rüstungsexporten in die Türkei ab 2018 blieben die Boote als maritime Komponente davon unberührt. Nach dem Territorialkonflikt mit Griechenland über Erdgasvorkommen im Mittelmeer ist jedoch auch der Export von Kriegsschiffen sicherheitspolitisch umstritten.

## Technik
Die Klasse 214 hat ein brennstoffzellenbasiertes außenluftunabhängiges Antriebssystem, ähnlich dem der Klasse 212 A. Damit sind mehrwöchige Tauchfahrten möglich. Wie bei der Klasse 212 A wird ebenfalls das Sonarsystem CSU 90 verbaut.

## Nutzer

### Griechenland
Der Vertrag zum Bau von drei Booten für die griechische Marine wurde am 15. Februar 2000 unterzeichnet, ein viertes Boot wurde 2002 bestellt. Der Vertrag enthielt auch Details zum Ausbau der Hellenic Shipyards in Skaramagas in der die restlichen drei Boote gebaut werden sollten. Die Ablieferung sollte bis 2010 abgeschlossen sein.
Der griechische Verteidigungsminister legte, per Knopfdruck, das erste Boot am 27. Februar 2001 auf Kiel. Getauft wurde es am 22. April 2004 bei HDW auf den Namen Papanikolis welches am 2. November 2010, mit mehrjähriger Verspätung, als Typschiff der Papanikolis-Klasse in Dienst gestellt wurde. Das gesamte Bauprojekt sollte bis 2014 abgeschlossen sein. Bis 2018 sollen nochmals zwei weitere Boote geplant worden sein.
Im Dezember 2006 wurde bekannt, dass die Papanikolis zu diesem Zeitpunkt erhebliche technische Mängel aufwies. Nach dem Bericht hatte das Boot massive Probleme mit Kavitation, Überhitzung der Brennstoffzelle und starkem Rollen bei Überwasserfahrt. Es wurde weiterhin berichtet, dass die griechische Marine das Boot nicht abnahm und auch weitere Probleme mit der Brennstoffzelle, das Vibrieren des Periskops, Seewasserlecks im Hydrauliksystem sowie Probleme mit dem Sonar reklamierte.
Im März 2008 wurde bekannt, dass die griechische Marine zu diesem Zeitpunkt eine Zahlung in Höhe von 500 Millionen Euro aus dem Bau der vier Boote nicht beglich. Der Hersteller HDW gab an, alle Probleme der Papanikolis behoben zu haben und behauptete, dass die Abnahme verweigert würde, um einen Preisnachlass zu erreichen.
Im Oktober 2008 wurde die Papanikolis getestet und festgestellt, dass alle Probleme behoben wurden, ein entsprechendes Zertifikat wurde von der Güteprüfstelle der Bundeswehr ausgestellt. Die griechische Marine sah weiterhin Klärungsbedarf, auf den der Hersteller HDW im September 2009 mit einer einseitigen Kündigung der Lieferverträge reagierte.
Das zweite Boot, die Pipinos, lief im Februar 2007 vom Stapel.
Im Frühjahr 2010 wurden die Differenzen beigelegt. Die Papanikolis und die übrigen drei Boote wurden von der griechischen Marine doch übernommen und in Dienst gestellt. Gegenstand der Neuverhandlung waren die Bestellung zweier weiterer U-Boote der Klasse, welche die abgebrochene Modernisierung der Klasse 209 ersetzten. Griechenland bestellte die zusätzlichen Boote anscheinend nicht trotz, sondern wegen seiner Staatsschuldenkrise, um von der deutschen Bundesregierung die Zustimmung für ein Hilfspaket der Europäischen Union zu erhalten.

#### Ermittlungen
Am 5. Februar 2011 wurde bekannt, dass die Münchner Staatsanwaltschaft wegen des U-214-Geschäfts zwischen Griechenland und Deutschland gegen die Manager von HDW-Vertriebspartner Ferrostaal AG ermittelt. Es bestehe der Verdacht auf Untreue und Bestechung in Höhe von 55 Millionen Euro. Im Zusammenhang damit wurde im April 2012 der frühere griechische Verteidigungsminister Akis Tsochatzopoulos festgenommen. Während des Ermittlungszeitraumes traten mehrere Manager und der Geschäftsführer des Unternehmens zurück. Vor seinem Rücktritt hatte er zugegeben, dass als Gegenleistung für das Zustandekommen der U-Boot-Verträge mit Portugal und Griechenland Zahlungen erfolgt waren. Im Jahr 2011 erklärte sich Ferrostaal zur Zahlung einer Strafe von 140 Millionen Euro bereit und entschuldigte sich öffentlich.

### Portugal

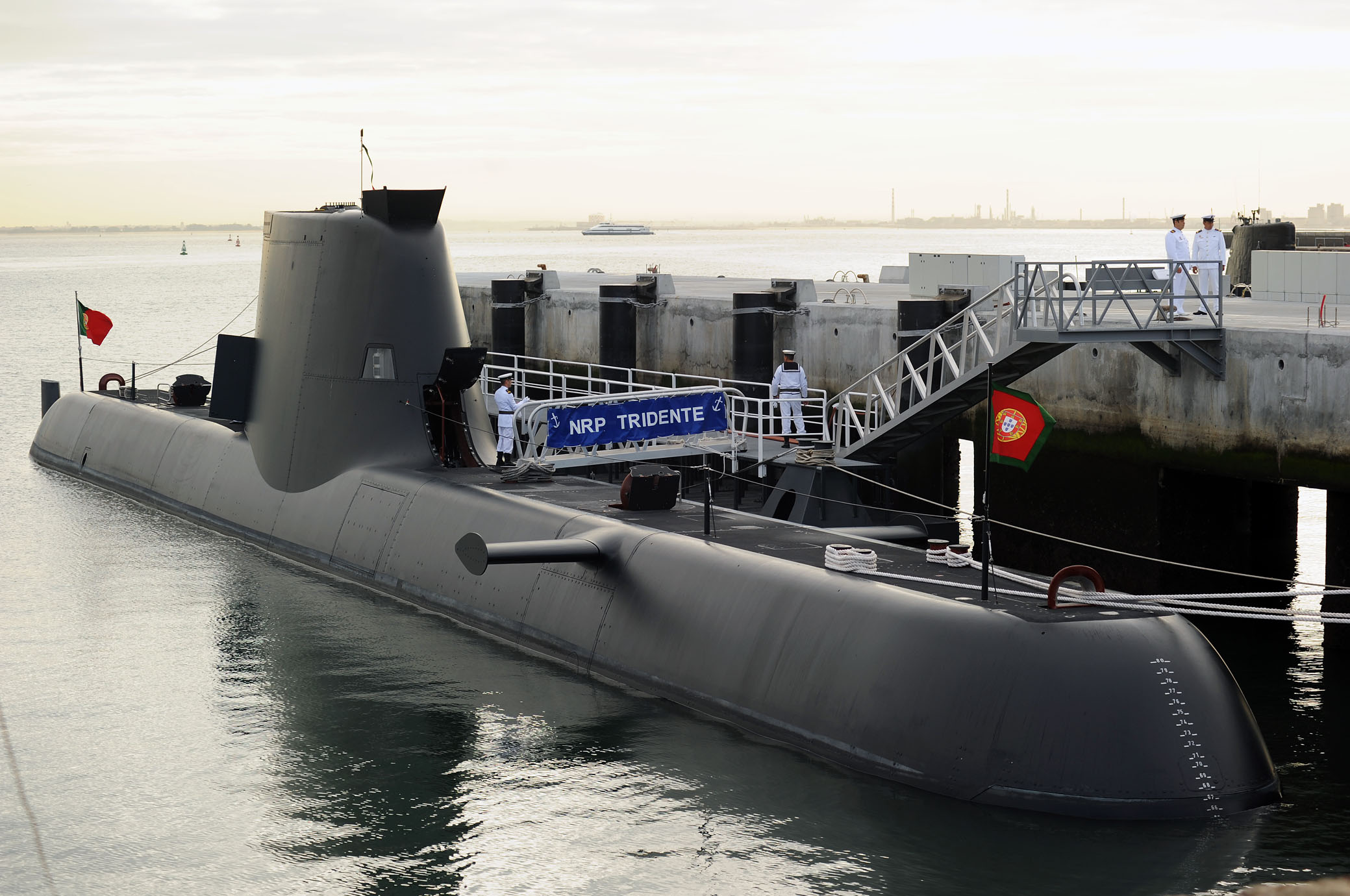
NRP Tridente im Marinestützpunkt Alfeite bei Lissabon 2010

Portugal bestellte 2004 zwei U-Boote des Typs U-209PN, bei denen es sich de facto um den Typ U-214 handelt. Die irreführende Bezeichnung basiert darauf, dass in einer frühen Phase der Ausschreibung ein U-209/1500-Entwurf angeboten wurde, aber später auf den U-214-Entwurf geändert wurde. Zwei Einheiten mit den Namen NRP Tridente und NRP Arpão wurden in Kiel von der Howaldtswerke-Deutsche Werft gebaut. Zulieferer für Rumpf- und Hecksektion waren die Nordseewerke in Emden.
Beide Boote sind inzwischen an die portugiesische Marine übergeben und, als Tridente-Klasse, in Dienst gestellt worden. Die Boote wurden mit einem kombinierten dieselelektrischen- und Brennstoffzellenantrieb, modernen Sensoren sowie optronischer Sehrohranlage und Führungs- und Waffeneinsatzsystem nach neuestem Stand der Technik gebaut. Ebenso erhielt das Boot ein trennendes Druckschott, welches das Boot bei einem Unfall in zwei unabhängige Abteilungen teilt, und eine Andockvorrichtung für Rettungs-U-Boote.
Aufgrund von Budgetkürzungen werden die beiden Boote derzeit nicht eingesetzt und liegen in Lissabon vor Anker. Da die Antriebseinheiten nicht laufen, werden die Boote manuell von Soldaten der Marine mit Wasser von außen gekühlt, um die sensible Elektronik zu schützen.
Die Kosten für die Anschaffung der beiden U-Boote werden mit etwa einer Milliarde Euro beziffert, Portugal bekam in einem separaten Vertrag Gegengeschäfte in Höhe von 1,2 Milliarden Euro zugesichert. Bestandteil des Kaufvertrages ist auch, dass die Boote 30 Jahre nach Kauf einmal jährlich in den Howaldtswerken zur Wartung einlaufen.

#### Ermittlungen
Wie auch beim Geschäft mit Griechenland ermittelte die Münchner Staatsanwaltschaft sowie die Justiz in Portugal gegen Verantwortliche der Firma Ferrostaal wegen Bestechung. Die Angeklagten wurden in beiden Ländern freigesprochen.

### Südkorea

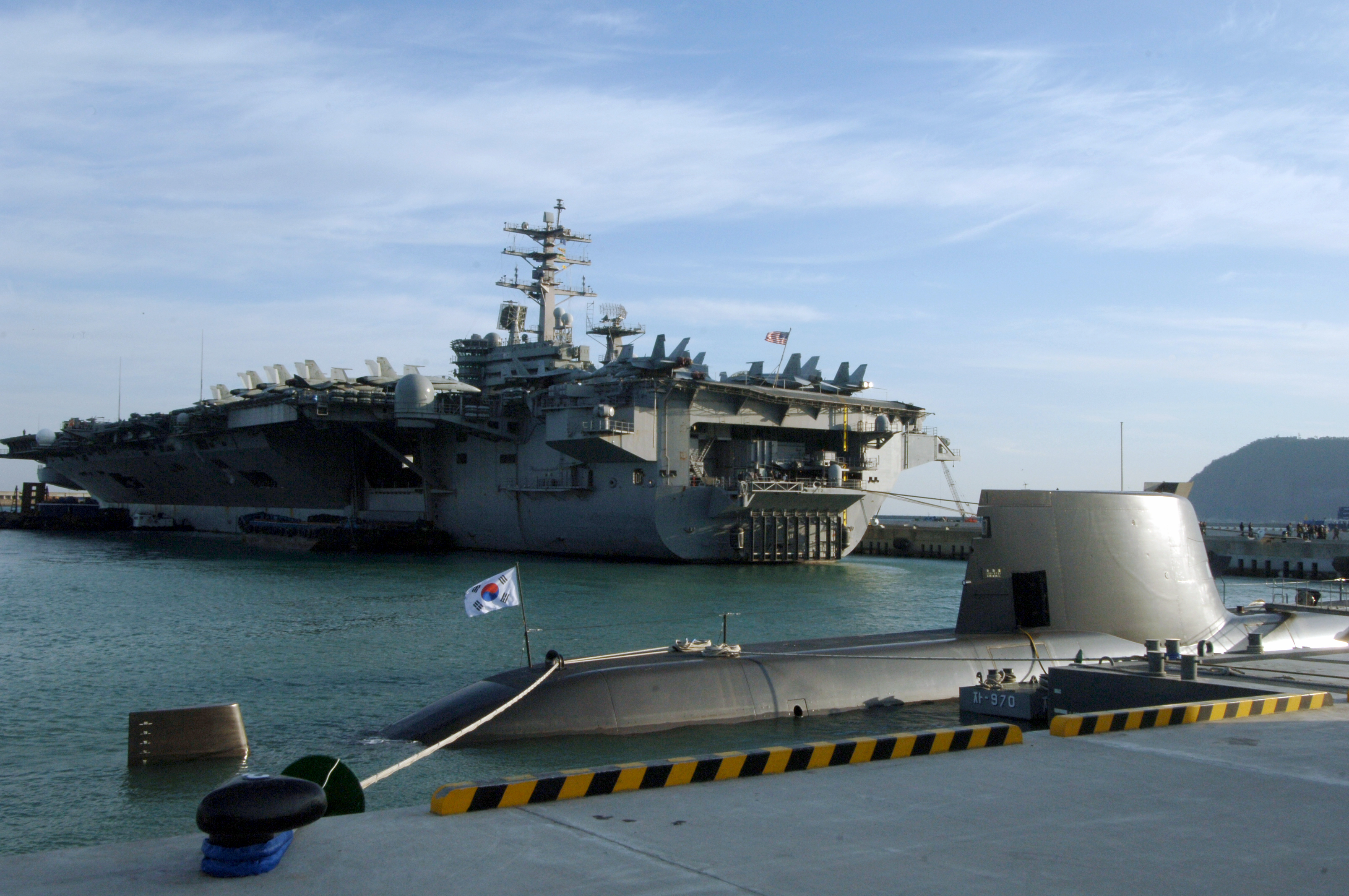
Südkoreanisches Boot Son Won-il (SSK 072) in Busan 2008

Im Dezember 2000 bestellte Südkorea drei U-Boote des Typs U-214 und ist mit der Son Won-il der erste aktive Nutzer dieses Typs. Die Son Won-il wurde am 27. Dezember 2007 von Südkorea als Son-Won-il-Klasse in den aktiven Dienst übernommen. Die Boote wurden bei Hyundai Heavy Industries in Ulsan gebaut und mit Flugkörpern des Typs Sub Harpoon ausgerüstet.
Im Dezember 2008 wurden weitere sechs Boote bestellt, welche bis 2019 bei Daewoo Shipbuilding & Marine Engineering in Okpo-dong mit Unterstützung von Hyundai Heavy Industries und den Howaldtswerken in Lizenz fertiggestellt sein sollen.

### Türkei
Am 22. Juli 2008 wurden von der Türkei sechs U-Boote des modifizierten Typs U-214TN erworben, welche im Dezember 2006 bestellt worden waren. Die U-Boote sollen in der Türkei in der Marinewerft Gölcük in Lizenz gebaut werden, das erste sollte 2015 bei der türkischen Marine in Dienst gehen. Aufgrund eines Lieferverzugs von knapp zwei Jahren muss Thyssen-Krupp eine Strafe in Höhe von rund 100 Millionen Euro zahlen, die Kiellegung des ersten Bootes erfolgte im Oktober 2015.
Bei diesen Booten soll die Form des Bootskörpers hydrodynamisch verbessert, und ein zusätzlicher PERMASYN-Motor eingebaut werden. Die Elektronik, sowie das Sensorsystem soll mit ca. 80 % aus türkischer Fertigung stammen. Ebenso wurden die Boote mit Flugkörpern des Typs SUB HARPOON ausgerüstet.

## Interessenten

### Pakistan
Auch Pakistan interessierte sich für U-Boote der Klasse 214. Das Land beabsichtigte, drei Boote zu kaufen und im eigenen Land fertigzustellen. Die Lieferung ist umstritten, da Pakistan Atommacht und nie dem Atomwaffensperrvertrag beigetreten ist. Zudem gab es Vorbehalte wegen der innenpolitischen Situation sowie bzgl. des Umstandes, dass eine Abschussplattform auf See für Marschflugkörper des Typs Hatf VII Babur gesucht wurde. Am 20. Juli 2009 wurde bekannt, dass Pakistan die beabsichtigte Bestellung zugunsten eines Angebotes aus Frankreich aufgegeben hat.

### Australien
Im Jahr 2011 wurde der Öffentlichkeit bekannt, dass Australien die U-Boot-Klasse 214 in die engere Wahl bei der beabsichtigten Modernisierung der eigenen U-Boot-Flotte gezogen hat. Mitbewerber um den Großauftrag waren neben den Howaldtswerken-Deutsche Werft in Kiel die Staatswerften DCNS aus Frankreich und Navantia aus Spanien. Allerdings hat die Australische Marine auf der Suche nach einem Ersatz für die U-Boote der Collins-Klasse auch die U-Boot-Klasse 216 als „extended version“ ins Auge gefasst. Die Marine des Landes wollte zwischen acht und zwölf Boote beschaffen. Im April 2016 wurde die australische Entscheidung zugunsten einer diesel-elektrischen Variante der französische Suffren-Klasse bekanntgegeben. Dieser als Attack-Klasse bekannt gewordene Entwurf wurde seinerseits im September 2021 zugunsten eines nuklear angetriebenen U-Bootes annulliert.

## Boote
| Typ          | Kennung      | Name             | Bauwerft                                 | Kiellegung       | Stapellauf        | Indienststellung                     | Anmerkung        |
| Griechenland | Griechenland | Griechenland     | Griechenland                             | Griechenland     | Griechenland      | Griechenland                         | Griechenland     |
| ------------ | ------------ | ---------------- | ---------------------------------------- | ---------------- | ----------------- | ------------------------------------ | ---------------- |
| U-214        | S 120        | Papanikolis      | Howaldtswerke-Deutsche Werft             | 27. Februar 2001 | 22. April 2004    | 2. November 2010                     | Aktiv            |
| U-214        | S 121        | Pipinos          | Hellenic Shipyards                       | Februar 2003     | November 2006     | 6. Oktober 2014                      | Aktiv            |
| U-214        | S 122        | Matrozos         | Hellenic Shipyards                       | März 2003        | Februar 2015      | 23. Juni 2016                        | Aktiv            |
| U-214        | S 123        | Katsonis         | Hellenic Shipyards                       | März 2004        |                   | 23. Juni 2016                        | Aktiv            |
| U-214        | S 124        | nicht realisiert | nicht realisiert                         | nicht realisiert | nicht realisiert  | nicht realisiert                     | nicht realisiert |
| U-214        | S 125        | nicht realisiert | nicht realisiert                         | nicht realisiert | nicht realisiert  | nicht realisiert                     | nicht realisiert |
| Südkorea     |              |                  |                                          |                  |                   |                                      |                  |
| U-214        | SS-072       | Son Won-il       | Hyundai Heavy Industries                 | Oktober 2002     | 9. Juni 2006      | 27. Dezember 2007, 26. Dezember 2007 | Aktiv            |
| U-214        | SS-073       | Jeong Ji         | Hyundai Heavy Industries                 | 2004             | 13. Juni 2007     | 2. Dezember 2008                     | Aktiv            |
| U-214        | SS-075       | An Jung-geun     | Hyundai Heavy Industries                 |                  | 4. Juni 2008      | 30. November 2009                    | Aktiv            |
| U-214        | SS-076       | Kim Jwa-Jin      | Daewoo Shipbuilding & Marine Engineering | 2009             | 13. August 2013   | 2014                                 | Aktiv            |
| U-214        | SS-077       | Yun Bong-gil     | Hyundai Heavy Industries                 | 2010             | 3. Juli 2014      | 2015                                 | Aktiv            |
| U-214        | SS-078       | Yu Gwan-sun      | Daewoo Shipbuilding & Marine Engineering | 2011             | 2015              | 10. Juli 2017                        | Aktiv            |
| U-214        | SS-079       | Hong Beom-do     | Hyundai Heavy Industries                 | 2012             | 5. April 2016     | 2017                                 | Aktiv            |
| U-214        | SS-081       | Lee Beom-seok    | Daewoo Shipbuilding & Marine Engineering | 2013             | 8. November 2016  | 9. Mai 2019                          | Aktiv            |
| U-214        | SS-082       | Sin Dol-seok     | Hyundai Heavy Industries                 | 2014             | 7. September 2017 | 31. Januar 2020                      | Aktiv            |
| Portugal     |              |                  |                                          |                  |                   |                                      |                  |
| U-209PN      | S 160        | Tridente         | Howaldtswerke-Deutsche Werft             | 7. März 2005     | 15. Juli 2008     | 8. September 2010, 17. Juni 2010     | Aktiv            |
| U-209PN      | S 161        | Arpão            | Howaldtswerke-Deutsche Werft             | 15. April 2007   | 18. Juni 2009     | 28. April 2011, 22. Dezember 2010    | Aktiv            |
| Türkei       |              |                  |                                          |                  |                   |                                      |                  |
| U-214TN      | S 330        | Piri Reis        | Marinewerft Gölcük                       | 10. Oktober 2015 | März 2021         | 24. August 2024                      | Aktiv            |
| U-214TN      | S 331        | Hizir Reis       | Marinewerft Gölcük                       | 2017             | 25. Mai 2023      |                                      | in Ausrüstung    |
| U-214TN      | S 332        | Murat Reis       | Marinewerft Gölcük                       | 2018             | 29. Mai 2025      |                                      | in Ausrüstung    |
| U-214TN      | S 333        | Aydin Reis       | Marinewerft Gölcük                       | 2019             |                   |                                      | im Bau           |
| U-214TN      | S 334        | Seydi Ali Reis   | Marinewerft Gölcük                       | 2020             |                   |                                      | im Bau           |
| U-214TN      | S 335        | Selman Reis      | Marinewerft Gölcük                       | 2022             |                   |                                      | im Bau           |